# Манастир Топлица
Манастир Топлица је средњовјековни српски манастир који се налази у Топлица (Сребреница).

## Историја
Манастир је задужбина Стефана Драгутина из 14. вијека, из времена Драгутинове владавине Босном.

## Садашњост
Градња тробродног храма је почела 2007. године, а исте године 16. јуна темеље је осветио Епископ зворничко-тузлански Василије. Пројекат је израдио Видан Јанковић родом из Прибидола, а настањен у Ужицу. Сазидан је од ситне цигле димензија 14х8 метара, покривен је бакром. Има једну куполу и звоник са три звона. Храм је завршен 2009. године и 12. јула 2011. године освештан је руком Епископа Василија.
Према предању некада је на овом простору био манастир, али о њему нема ближих података. Прије Другог свјетског рата свештеник Симо је хтио да на овом мјесту подигне храм посвећен свим српским жртвама страдалим у многим ратовима. Ипак, рат га је спријечио да оствари ту своју намјеру, а и сам је страдао током рата. Тек сада је остварена намјера проте Симе и подигнут је храм који је проглашен манастиром.

Како је изгледало православно окружење позног 14. прве половине 15. стољећа у доњем Подрињу. Први пут рушен приликом пада Босне 1463. године, а затим су га преузели српски ратници.